# Β-アミラーゼ
β-アミラーゼ（β-amylase、ベータアミラーゼ）は、アミラーゼの一種。澱粉のα-1,4グルコシド結合を非還元末端からエキソ型に二糖単位で加水分解し、βアノマーのマルトースを生成する反転型の加水分解酵素。系統名は、1,4-α-D-glucan maltohydorase。EC 3.2.1.2。GH14ファミリー。

## 概要
β-アミラーゼは、澱粉のα-1,4グルコシド結合を非還元末端からエキソ型に二糖単位で加水分解し、βアノマーのマルトースを生成する酵素で、第一番目のエキソ型アミラーゼ。
澱粉の枝分かれ構造（α-1,6グルコシド結合）の手前でその作用は止まり、高分子のβ-リミットデキストリンが残る。
アミロペクチンのβ-アミラーゼによる分解限度は55-60％、アミロースのβ-アミラーゼ分解限度は70-96％である。
植物に広く分布し、エネルギー代謝で重要な働きをする。細菌からは、1974年にBacillus megateriumから初めて見出された。動物からは見つかっていない。